# Woltmannflügel

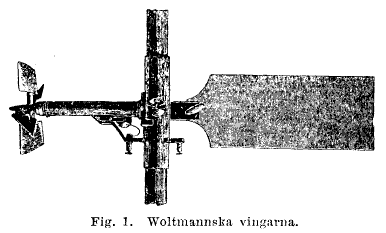
Woltmannflügel

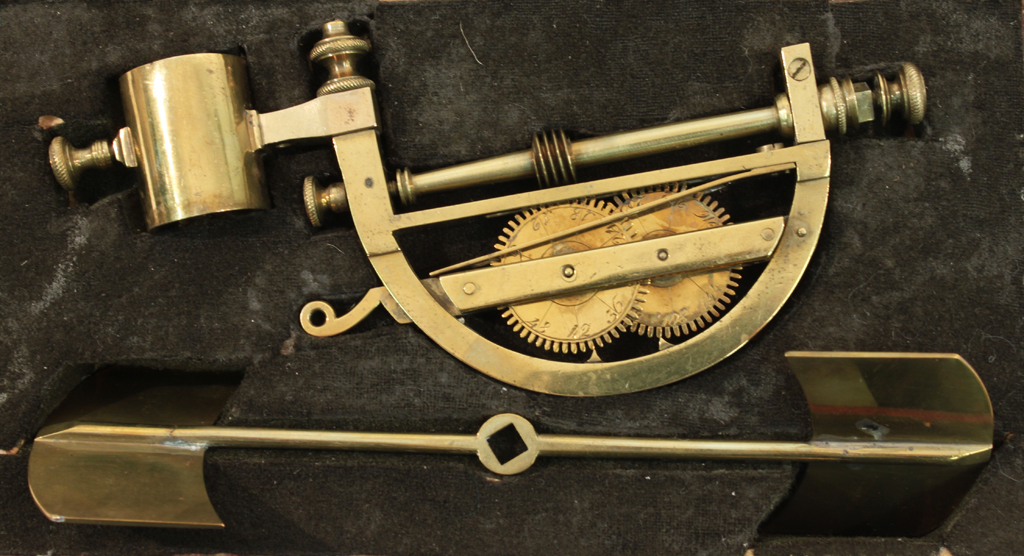
Woltmanscher Flügel, ein mobiles Strömungsmessgerät aus Messing in einem mit schwarzem Leder bezogenen Kasten (Museum für Hamburgische Geschichte)

Ein Woltmannflügel (auch Woltmannscher Flügel) ist ein von Reinhard Woltman um 1790 entwickeltes Instrument zur Bestimmung der Geschwindigkeit fließenden Wassers.
Wie die Achse der Windmühle durch den Druck des Windes, so wird die Achse des kleinen, meist aus Messing gefertigten, mit windschiefen Flügeln versehenen Rades je nach Druck des Wassers schneller oder langsamer gedreht. Aus der Anzahl der Umdrehungen in einer gewissen Zeitspanne, die durch einen Zählapparat erfasst werden, lässt sich die Fließgeschwindigkeit des Wassers messen. Der Apparat wird dabei an einer lotrechten Stange unter Wasser gehalten und stellt sich durch eine kleine Blechplatte so, dass die Achse sich der Strömung entgegenstellt.
Das Prinzip des Woltmannflügels wird auch heute noch in der Wassermengenermittlung mittels Woltmannzählern genutzt.

## Quelle
- Brockhaus’ Konversationslexikon (14. Auflage). F. A. Brockhaus in Leipzig, Berlin und Wien 1894–1896
- Friedrich L. Brand: Wassermessung mit dem Woltmannflügel. In: Technikgeschichte, Bd. 59 (1992), Nr. 2, S. 133–155.